# Jardín Botánico Kaiserberg
El Jardín Botánico Kaiserberg, en alemán : Botanischer Garten Kaiserberg es un jardín botánico de 2 hectáreas de extensión, en Duisburgo, Alemania. 

## Localización
Botanischer Garten Kaiserberg, Schweizer Straße 24, Duisburg 48149, Nordrhein-Westfalen, Deutschland-Alemania.51°26′6″N 6°45′45″E / 51.43500, 6.76250
Se encuentra abierto todos los días y la entrada es gratuita. 
No confundir con el Botanischer Garten Duisburg-Hamborn, otro jardín botánico en Duisburgo.

## Historia
El jardín fue establecido en 1890

## Colecciones
Actualmente el jardín cultiva fundamentalmente plantas nativas de la zona, pero también incluye especímenes de floras exóticas tales como Araucaria, Ginkgo biloba, Sequoiadendron. 
Colección de azaleas y otras plantas ornamentales.